# Соколов, Василий Васильевич (художник)
Василий Васильевич Соколо́в (1915—2013) — русский советский живописец, представитель соцреалистической ленинградской школы. Народный художник РФ (1994). Лауреат Сталинской премии первой степени (1951). Член Санкт-Петербургского Союза художников (до 1992 года — ЛОСХ).

## Биография
Соколов Василий Васильевич родился 31 июля (13 августа) 1915 года в Петрограде.
В 1938 году поступил в Институт живописи, скульптуры и архитектуры при Всероссийской Академии художеств, занимался у М. Д. Бернштейна, А. Д. Зайцева. В 1946 году окончил институт по мастерской Б. В. Иогансона с присвоением звания художника живописи. Дипломная работа — картина «Вступление Красной Армии в освобождённый Новгород».
В 1946—1949 годах учился в аспирантуре института. В 1950 году за картину «И. В. Сталин и К. Е. Ворошилов на Царицынском фронте в 1918 году» присвоена учёная степень кандидата искусствоведения. В 1951 году за картину «Выступление В. И. Ленина на III съезде комсомола» (1950, с соавторами) был удостоен Сталинской премии первой степени.
В 1945—1950 годах преподавал рисунок и композицию в Средней художественной школе при ИЖСА имени И. Е. Репина. В 1949—2013 гг. преподавал в ИЖСА. Профессор, руководитель персональной мастерской.
Участник выставок с 1946 года. В этом же году был принят в члены Ленинградского Союза советских художников. Писал жанровые и исторические композиции, пейзажи, портреты.
Скончался 13 апреля 2013 года в Санкт-Петербурге.
Произведения В. В. Соколова находятся в Русском музее, в музеях и частных собраниях в России, КНР, Японии, Франции, Бельгии и других странах.

## Награды и премии
- Орден Отечественной войны II степени.
- Народный художник Российской Федерации (21 июня 1994) — за большие заслуги в области изобразительного искусства[4].
- Сталинская премия первой степени (1951) — за картину «Выступление В. И. Ленина на III съезде комсомола» (1950) (с соавторами).

## Выставки
- 1956 год (Ленинград): Осенняя выставка произведений ленинградских художников.
- 1957 год (Ленинград): 1917 — 1957. Выставка произведений ленинградских художников.
- 1958 год (Ленинград): Осенняя выставка произведений ленинградских художников.
- 1960 год (Ленинград): Выставка произведений ленинградских художников.
- 1964 год (Ленинград): Ленинград. Зональная выставка.
- 1971 год (Ленинград): Осенняя выставка произведений ленинградских художников 1971 года.
- 1975 год (Ленинград): Наш современник. Зональная выставка произведений ленинградских художников.
- 1976 год (Москва): Изобразительное искусство Ленинграда.
- 1980 год (Ленинград): Зональная выставка произведений ленинградских художников.